# 티에스에코에너지
티에스에코에너지는 대한민국의 소규모 자동차 업체다.

## 차량
- BLK 일레누스